# 因特罗比奥
因特罗比奥（義大利語：Introbio），是意大利莱科省的一个市镇。总面积25.61平方公里，人口1946人，人口密度76.0人/平方公里（2009年）。国家统计（ISTAT）代码为097040。